# Den Danske Afghanistan Komité
Den Danske Afghanistan Komité (DAC) er en folkelig forening (NGO) etableret i 1984. Den har som formål at forbedre sundhedstilstanden i dele af Afghanistan. DACs vision er at skabe ”lige adgang til sundhed for alle afghanere – med særlig fokus på kvinder, børn og udsatte grupper – for derved at øge livskvaliteten for den afghanske befolkning”. 
Foreningen har over en længere årrække opbygget et sammenhængende sundhedssystem for ca. ½ mio. mennesker i Herat-provinsen. Dette blev i 2015 overdraget til en afghansk NGO. 
Fra 2015 til 2019 har foreningen  haft to indsatsområder, begge i Herat-provinsen: 
Dels et projekt med det formål at forbedre lokalbefolkningens viden om diabetes og øge kapaciteten til at forebygge denne sygdom. Arbejdet sker på centralsygehuset i Herat, som DAC tidligere har støttet på forskellige området og støttes af World Diabetes Foundation
Det andet projekt fokuserer på styrke viden om egne sundhedsrettigheder for indbyggerne i Injil distriktet. Indsatsen sker i samarbejde med den lokale civilsamfundsaktør Rural Rehabilitation Association for Afghanistan (NPO/RRAA) og støttes af CISU. 
Formand for Afghanistan komiteen er læge Ole Frank Nielsen, næstformand er sygeplejerske Elin Petersen, mens civilingeniør Claus Christensen er kasserer.

## Link
- Foreningens hjemmeside Arkiveret 19. marts 2011 hos  Wayback Machine
- DAC's Facebook side
- World Diabetes Foundation Arkiveret 19. april 2017 hos  Wayback Machine
- Rural Rehabilitation Association for Afghanistan  (RRAA)
- CISU Arkiveret 19. april 2017 hos  Wayback Machine